# Sophora lehmannii
Sophora lehmannii là một loài thực vật có hoa trong họ Đậu. Loài này được (Bunge) Townsend miêu tả khoa học đầu tiên năm 1968.